# 秀丽薄齿扇贝
秀丽薄齿扇贝（学名：Bractaechlamys elegans），是莺蛤目海扇蛤科薄齿扇贝属的一种。主要分布于中国大陆，常栖息在潮间带低潮显附近，以足丝附着于岩石、珊瑚礁或贝壳上。